# Eugène Saccomano
Eugène Aimé Jean Saccomano (Marsiglia, 23 settembre 1936 – Suresnes, 7 ottobre 2019) è stato uno scrittore e telecronista sportivo francese.
Ha lavorato per cinquantadue anni, dal 1960 al 2012, per l'emittente radiofonica Europe 1 prima e successivamente per la RTL. È stato anche autore di racconti e romanzi, uno dei quali ispirò il film del 1970 Borsalino, di Jacques Deray.

## Biografia

### Origini e formazione
Eugène Saccomano è cresciuto a Gard presso Salindres, dove suo padre lavorava come panettiere. Successivamente si trasferì a Saint-Martin-de-Valgégales, a nord di Alès. Dai 12 ai 20 anni visse a Nîmes, militando anche nella locale squadra di calcio; il Nîmes Olympique. Nel 1952, all'età di 16 anni, vinse il concorso come miglior giovane giornalista sportivo (davanti a Thierry Roland) organizzato dal quotidiano L'Équipe Junior. Questo riconoscimento gli permise di recarsi a Helsinki per le Olimpiadi estive del 1952.

### Carriera giornalistica
Nel 1959, dopo il servizio militare, Saccomano lavorò come inviato del giornale Le Provençal, uno dei quotidiani più importanti della regione. Nel 1960 diventò corrispondente permanente per Europe 1 a Marsiglia. Dieci anni dopo si trasferì nella redazione parigina dell'emittente radiofonica dove si occupò della rassegna stampa dei giornali. Nel 1972 entrò a far parte della direzione sportiva diretta da Fernand Choisel per seguire gli eventi più importanti, come i Mondiali di calcio e le Olimpiadi.
Nel 1996 ideò il primo programma sportivo radiofonico quotidiano, Europe 1 Sport.
Nel 1998, dopo i Mondiali di Francia, creò Le Match du lundi, un programma televisivo di dibattito ispirato al programma italiano Il Processo del Lunedì.
Nel 2001, all'età di 65 anni e dopo più di quaranta anni di servizio, si ritirò da Europe 1. Venne reclutato dalla RTL dove lavorò al programma On refait le match, simile a Le Match du Lundi.
Nel luglio del 2012 lasciò la RTL.
Presta la sua voce come telecronista nell'edizione francese del videogioco FIFA 06.

### Scrittore
Eugène Saccomano pubblicò nel 1959 il romanzo Bandits à Marseille da cui fu tratto il film Borsalino del 1970. Ha venduto i diritti per una somma forfettaria e quindi di non ha beneficiato del successo che ebbe il film.
Successivamente pubblicò altri romanzi, tra cui Goncourt 32 (1999) e Une romance marseillaise (2009). Le suo opere sono state influenzate da Louis-Ferdinand Céline e Jean Giono.

### Pensionamento e morte
Dopo il suo pensionamento, Eugène Saccomano divise la sua vita tra le residenze di La Garde-Freinet, dove fu anche consigliere comunale, e di Rueil-Malmaison, nella regione parigina.
Indebolito dalla malattia, per diversi mesi fu ricoverato presso il centro ospedaliero Hôpital Foch di Suresnes, dove morì il 7 ottobre 2019 all'età di 83 anni a causa di un deficit neurologico. È sepolto al cimitero di La Garde-Freinet.

## Pubblicazioni
- Bandits à Marseille, Omnibus, 1959, ISBN 978-2-00-001799-8.
- (FR) Berlusconi, le dossier vérité, éditions Numéro 1, septembre 1994,  p. 281, ISBN 2-86391-635-1.
- Goncourt 1932, Flammarion, septembre 1999,  p. 249, ISBN 978-2-08-067829-4.
- (FR) Je refais le match, Plon, avril 2005,  p. 292, ISBN 2-259-19970-4.
- (FR) Les Stars de l'euro 2008, éditions Numéro 1, mars 2008,  p. 116, ISBN 978-2-84612-252-8.
- (FR) Une Romance marseillaise, Buchet Chastel, avril 2009,  p. 326, ISBN 978-2-283-02378-5.
- Les Stars de la Coupe du monde 2010, éditions Numéro 1, mars 2010,  p. 113, ISBN 978-2-84612-264-1.
- (FR) Le Roman noir des Bleus, éditions de la Martinière, juillet 2010,  p. 152, ISBN 978-2-7324-4438-3.
- (FR) Céline coupé en deux, Le Castor astral, janvier 2013,  p. 202, ISBN 978-2-85920-925-4.
- (FR) Giono, le vrai du faux, Le Castor astral, août 2014,  p. 107, ISBN 978-2-85920-996-4.
- (FR) Le Mystère Sindelar. Le footballeur qui défia Hitler, Paris-Max Chaleil, mai 2016,  p. 111, ISBN 978-2-84621-230-4.

## Onorificenze
- Premio alla carriera (2014), assegnato dalla Association des Écrivains Sportifs. Questo riconoscimento premia una donna o un uomo che, nel corso della sua carriera, attraverso i suoi scritti o il suo lavoro, ha dato un contributo significativo allo sport, alla sua diffusione e al suo impatto sulla società[14].